# Wahlbezirk Böhmen 87
Der Wahlbezirk Böhmen 87 war ein Wahlkreis für die Wahlen zum Abgeordnetenhaus im österreichischen Kronland Böhmen. Der Wahlbezirk wurde 1907 mit der Einführung der Reichsratswahlordnung geschaffen und bestand bis zum Zusammenbruch der Habsburgermonarchie.

## Geschichte
Nachdem der Reichsrat im Herbst 1906 das allgemeine, gleiche, geheime und direkte Männerwahlrecht beschlossen hatte, wurde mit 26. Jänner 1907 die große Wahlrechtsreform durch Sanktionierung von Kaiser Franz Joseph I. gültig. Mit der neuen Reichsratswahlordnung schuf man insgesamt 516 Wahlbezirke mit je einem zu wählenden Abgeordneten, die durch Direktwahl mit allfälliger Stichwahl bestimmt wurden. Der Wahlkreis Böhmen 87 umfasste die Städte Saaz, Kaaden, Podersam und Duppau. Aus den beiden Reichsratswahlen 1907 und 1911 ging jeweils Karl Urban von der Deutschfortschrittlichen Partei als Sieger hervor.

## Wahlen

### Reichsratswahl 1907
Die Reichsratswahl 1907 wurde am 14. Mai 1907 (erster Wahlgang) sowie am 23. Mai 1907 (Stichwahl) durchgeführt.

#### Erster Wahlgang
| Kandidat              | Partei                         | Wahlkreisstimmen | Prozent |
| --------------------- | ------------------------------ | ---------------- | ------- |
| Anton Dietl           | Sozialdemokratische Partei     | 2002             | 38,5 %  |
| Karl Urban            | Deutschfortschrittliche Partei | 1601             | 30,8 %  |
| Friedrich Wichtl      | Freialldeutsche Partei         | 1547             | 29,7 %  |
|                       | Sonstige Parteien              | 53               | 1,02 %  |
| Wahlberechtigte: 6082 |                                |                  |         |

#### Stichwahl
| Kandidat                                                              | Partei                         | Wahlkreisstimmen | Prozent |
| --------------------------------------------------------------------- | ------------------------------ | ---------------- | ------- |
| Karl Urban                                                            | Deutschfortschrittliche Partei | 3054             | 57,5 %  |
| Anton Dietl                                                           | Sozialdemokratische Partei     | 2258             | 42,5 %  |
| Wahlberechtigte: 6081, Ungültige Stimmen: 21, Wahlbeteiligung: 87,7 % |                                |                  |         |

### Reichsratswahl 1911
Die Reichsratswahl 1911 wurde am 13. Juni 1911 durchgeführt. Die Stichwahl im Wahlbezirk 87 entfiel auf Grund der absoluten Mehrheit eines Kandidaten im ersten Wahlgang.

#### Erster Wahlgang
| Kandidat                                                              | Partei                         | Wahlkreisstimmen | Prozent |
| --------------------------------------------------------------------- | ------------------------------ | ---------------- | ------- |
| Karl Urban                                                            | Deutschfortschrittliche Partei | 2772             | 51,8 %  |
| Anton Dietl                                                           | Sozialdemokratische Partei     | 2041             | 38,2 %  |
| Josef Rott                                                            | Alldeutsche Partei             | 530              | 9,9 %   |
|                                                                       | Sonstige Parteien              | 6                | 0,1 %   |
| Wahlberechtigte: 6207, Ungültige Stimmen: 29, Wahlbeteiligung: 86,6 % |                                |                  |         |